# St. Andreas (Retzstadt)

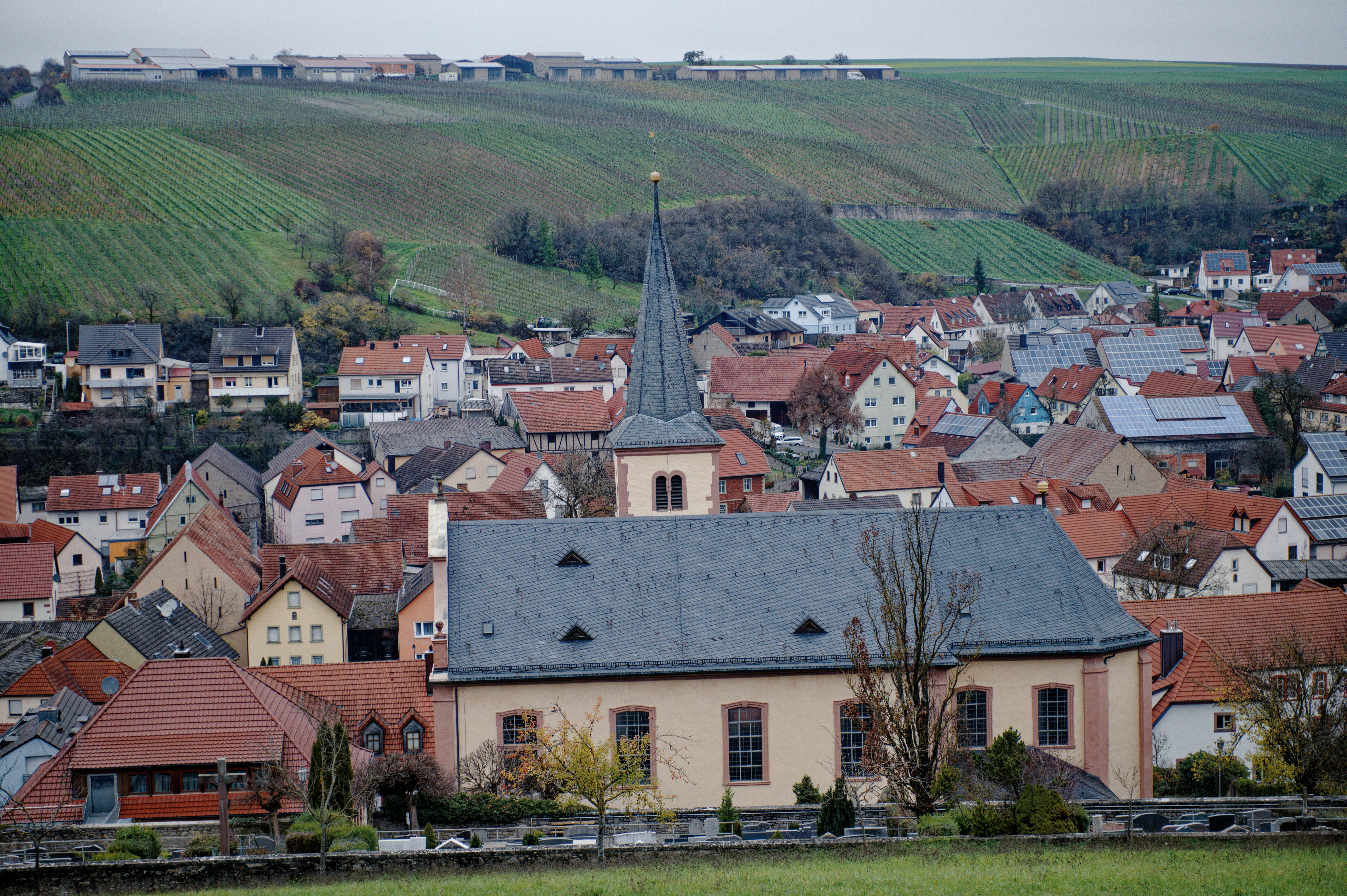
St. Andreas (Retzstadt)

Die römisch-katholische Pfarrkirche St. Andreas steht in Retzstadt, einer Gemeinde im unterfränkischen Landkreis Main-Spessart in Bayern. Das denkmalgeschützte Bauwerk hat einen Chorflankenturm mit einem Kern aus der zweiten Hälfte des 12. Jahrhunderts.
Die Pfarrei ist Teil der Untergliederung Zellingen des Pastoralen Raums Karlstadt im Dekanat Main-Spessart, Bistum Würzburg.

## Geschichte
Im 11. Jahrhundert bestand bereits eine Kirche unterhalb des heutigen Standorts. Auch zuvor soll es schon eine erste Kirche in der Flurabteilung „Hänigsweg und Roth“ gegeben haben. Am 26. September 1424 genehmigte Dietrich Schenk von Erbach, Erzpriester und Domherr zu Würzburg, der Gemeinde Retzstadt die Renovierung des offenbar ruinösen Chors ihrer Pfarrkirche, da das Benediktinerkloster St. Stephan in Würzburg seinen Baupflichten nicht nachkommen konnte.
Im Jahr 1596 erfolgte unter Fürstbischof Julius Echter von Mespelbrunn eine grundlegende Renovierung der Kirche oder möglicherweise einer Folgekirche. Ein Pfarrvisitationsbericht aus diesem Jahr hebt hervor: „Der kirchthurn ist anno (15)96 von grundt renovirt und erbauwt worden, desgleichen die kirch ist auch erneuwert worden.“ Die Weihe wurde durch Weihbischof Eucharius Sang durchgeführt, das genaue Datum ist jedoch unbekannt.
Im Jahr 1726 erfolgte der Abriss des bereits 1696 als ruinös bezeichneten Gotteshauses bis auf den Turm. Die älteste erhaltene Bausubstanz der heutigen Kirche ist der unter Julius Echter 1596 erneuerte Turm an der Langhausnordseite aus der zweiten Hälfte des 12. Jahrhunderts. Der Neubau des Chors und des Langhauses erfolgte von 1726 bis 1728 durch die Baumeister Mathes Kolb aus Würzburg, den Steinhauer Johann Hermann aus Gambach und Linhard Stahl aus Würzburg. Die Grundsteinlegung fand am 31. Juli 1726 statt, und die Kirchenkonsekration wurde am 22. Oktober 1730 durch Weihbischof Johann Bernhard Mayer unter Fürstbischof Friedrich Karl von Schönborn-Buchheim vollzogen, dessen Wappen über dem Chorbogen angebracht ist.
Eine Sakristei wurde 1904 an der Chornordseite hinzugefügt. 1934 erfolgte eine Erweiterung der Empore durch die Firma Michael Leipold aus Würzburg. Eine Innenrenovierung mit Restauration der Innenausstattung fand 1966 unter der Leitung von Hans Schubert aus Karlstadt statt. Das Kirchendach wurde 1979 erneuert, gefolgt von einer Außenrenovierung im Jahr 1984. Das romanische Kirchenportal aus dem 12. Jahrhundert wurde 1999 restauriert. Ebenso wurde hier eine erneute Sanierung des Kirchendaches unter der Leitung von Werner Kressirer aus Höchberg durchgeführt. Eine weitere Innenrenovierung erfolgte im Jahr 2000.

## Architektur
Die Pfarrkirche besteht aus einem barocken, flachgedeckten Langhaus mit vier Fensterachsen und eingezogenem Chor, errichtet zwischen 1726 und 1728. Die Westfassade der Kirche enthält mit einem Dreiecksgiebel und geschweiften Seitenteilen. An der Südwestecke des Langhauses führt ein Treppenaufgang zur Empore, während das Westportal von einer Sandsteinfigur des heiligen Andreas geschmückt wird. Der dreigeschossige Turm aus der zweiten Hälfte des 18. Jahrhunderts enthält zwei rundbogige Schallöffnungen und romanische Säulen. Aus der gleichen Zeit stammt das Hauptportal mit Darstellungen dämonischer Tierwesen.

## Ausstattung
Der Hochaltar, 1738/1739 von Schreinermeister Johann Uhl aus Stetten geschaffen, zeigt einen viersäuligen Aufbau mit Pilastern und seitlichen Durchgängen. Der Tabernakelaufbau mit seitlichen Anbetungsengeln und dem Lamm Gottes als Bekrönung stammt von 1832, gefertigt von Jonas und Anton Schäfer aus Karlstadt. Im Zentrum des Hochaltars befindet sich ein Kruzifix aus dem Jahr 1966 von Georg Henn aus Würzburg. Zwischen den Säulen stehen Figuren der Apostel Petrus (links) und Paulus (rechts). Über den Durchgängen sind Statuen des hl. Michael (links) und hl. Georg (rechts) platziert, geschaffen 1739 von einem namentlich nicht bekannten Bildhauer aus Himmelstadt.
An den südlichen bzw. nördlichen Chorwänden befinden sich spätgotische Figuren des hl. Urban und hl. Wolfgang aus dem späten 15. Jahrhundert, die 1692 in die ehemalige Kreuzkapelle gestiftet wurden. Das Deckengemälde im Chor, gemalt um 1728 von Georg Sebastian Urlaub aus Thüngersheim, zeigt den hl. Andreas in der Mitte, umrahmt von den vier Evangelisten in den Eckovalen. An der südlichen Langhauswand steht eine Rokoko-Kanzel mit Figuren der Evangelisten am Korpus und einer Heiliggeisttaube unter dem Schalldeckel.
Der Hochaltar, die Seitenaltäre und Altarblätter sowie die Kanzel wurden im Jahr 1902 durch Franz Wilhelm Driesler und Adolf Haselbrunner aus Würzburg restauriert.
Die Decke des Chors und des Langhauses sowie die Empore zieren Stuckaturen von Christoph Hart aus Würzburg aus dem Jahr 1727. An der Langhausdecke ist hier das Auge Gottes dargestellt. Unter der Empore ist das IHS-Monogramm zu sehen. Die Stuckarbeiten wurden 1935 restauriert und ergänzt.
An der nördlichen Langhauswand sind eine Muttergottesfigur aus dem 18. Jahrhundert und eine im 20. Jahrhundert geschaffene Figur des hl. Antonius von Hans Heffner aus Würzburg zu sehen. Unter der Empore befinden sich 14 gemalte Kreuzwegstationen aus dem 19. Jahrhundert. Die geschnitzten Bankdocken stammen aus dem 18. Jahrhundert.
Die Monstranz aus dem Jahr 1793 wird der Werkstatt des Augsburger Silberschmieds Caspar Xaver Stippeldey zugeschrieben.
Die Orgel mit 17 Registern wurde 1955 von der Firma Gustav Weiss aus Zellingen angefertigt.

## Glocken
| Nr. | Name             | Schmuck | Gussjahr | Gießer                                                 | Durchmesser (cm) | Gewicht (kg) | Schlagton |
| --- | ---------------- | --- | -------- | ------------------------------------------------------ | ---------------- | ------------ | --------- |
| 1   | Marienglocke     | Umschrift in gotischen Minuskeln: fleuch hagel und wind.das.helf.uns.maria.und.ihr.libes.kint (Vertreibe Hagel und Wind. Dazu helfe uns Maria und ihr liebes Kind) | 1408     |                                                        | 120              | 930          | e1        |
| 2   | Andreasglocke    | Relief des hl. Andreas | 1922     | Glocken- & Metallgießerei Gebrüder Klaus, Heidingsfeld | 98               | 554          | gis1      |
| 3   | Bonifatiusglocke | Relief des hl. Bonifatius | 1922     | Glocken- & Metallgießerei Gebrüder Klaus, Heidingsfeld | 80               | 317          | h1        |
| 4   | Theresiaglocke   | | 1934     | Glockengießerei Ulrich & Weule, Apolda-Bockenem        | 70               | 230          | cis1      |